# Parov Stelar
Маркус Фюредер (нім. Marcus Füreder, нар. 27 листопада 1974 року у Лінці, Австрія), відомий за сценічним псевдонімом Parov Stelar. Австрійський музикант, продюсер та DJ. Музичний стиль побудовано на поєднанні джазу, хаузу, електро та брейкбіту. Маркус — один з першопрохідців стилю електро свінґ.

## Життєпис
Маркус вперше виступив як DJ в клубах наприкінці 1990-х. Захопився продюсерством та виданням музики у 2000-му. Перший макси-синґл Маркуса випущено на Bushido, далі Фюредер заснував власний лейбл Etage Noir Recordings у 2003-му. Роком пізніше, тепер уже під псевдонімом Parov Stelar, вийшов EP Kiss Kiss, цей альбом був миттєво підхоплений впливовою австрійською радіостанцією FM4. KissKiss невдовзі доповнився альбомом Rough Cuts, що допомогло Маркусу досягти вершин світової електронної сцени.
Parov Stelar був одним з перших, хто продюсував електронну музику в стилі «свінґ» в Європі. Завдяки альбому Shine BBC назвала Маркуса одним із найбільш багатообіцяючих сучасних продюсерів Європи. Його підхід до створення музики у поєднанні з хорошим музичним чуттям, допомогли Маркусу здобути всесвітню славу, як винахідника нового стилю: електро свінґ.
У листопаді 2005-го Parov Stelar вперше виступив вживу із музичним гуртом. Це дало початок серії концертів у різних європейських містах, а також виступам на фестивалях Гластонбері, Eurockéennes, Rock Werchter, Solidays та Zurich Open Air, а також виступам в Стамбулі та Мехіко. Кількість учасників гурту вар'юється від тріо (Parov Stelar Trio) і до повного складу (Parov Stelar Band): Parov Stelar (програмування), Cleo Panther (вокал), Marc Osterer (труба), Max the Sax (саксофон), Willie Larsson мол. (ударні) та Michael Wittner (бас).
Маркус отримав три премії Amadeus Austrian Music Awards у 2013 році (найкращий виступ, найкращий електронний виступ, найкращий альбом), одну в 2012-му (найкращий електронний виступ), одну в 2014-му (найкращий живий виступ) і один в 2015-му (найкращий живий виступ). Parov Stelar виступав з Ланою дель Рей, Брайаном Фері та Леді Ґаґа. Він випустив 6 альбомів, понад 20 міні-альбомів і продав більш ніж 250 000 копій. Трек «Booty Swing» досяг вершин чартів iTunes в жанрі електронної музики в США та Канаді. «Booty Swing» використовує семпли пісні 1938-го року, яку виконувала Lil Hardin Armstrong, пісня називається «Oriental Swing».
Треки Маркуса використовувались у сотнях компіляцій по всьому світу, а також у телешоу, серіалах, кіно та рекламах, чим автор зажив собі великої слави. Кліпи з музикою Parov Stelar налічують більш як 100 млн переглядів. Виступи канадського танцюриста з Австрії «takeSomeCrime» під трек Маркуса Catgroove мають понад 30 млн переглядів на YouTube.

## Дискографія

### Альбоми
| Рік  | Альбом                                 | Опис                                                                                        | Досягнення в чартах | Досягнення в чартах | Досягнення в чартах | Досягнення в чартах | Досягнення в чартах | Досягнення в чартах |
| Рік  | Альбом                                 | Опис                                                                                        | AUT                 | FRA                 | GER                 | GRE                 | NLD                 | SWI                 |
| ---- | -------------------------------------- | ------------------------------------------------------------------------------------------- | ------------------- | ------------------- | ------------------- | ------------------- | ------------------- | ------------------- |
| 2001 | Shadow Kingdom                         | 2×12» вініл та CD, Bushido Recordings, під ім. Plasma                                       | —                   | —                   | —                   | —                   | —                   | —                   |
| 2004 | Rough Cuts                             | CD, Etage Noir Recordings                                                                   | —                   | —                   | —                   | —                   | —                   | —                   |
| 2005 | Seven and Storm                        | CD, Etage Noir Recordings                                                                   | —                   | —                   | —                   | —                   | —                   | —                   |
| 2007 | Shine                                  | CD, Etage Noir Recordings                                                                   | —                   | —                   | —                   | —                   | —                   | —                   |
| 2008 | Daylight                               | CD, Rambling Records                                                                        | —                   | —                   | —                   | —                   | —                   | —                   |
| 2009 | That Swing — Best Of                   | CD, Etage Noir Recordings                                                                   | —                   | —                   | —                   | 7                   | —                   | —                   |
| 2009 | Coco                                   | CD, Etage Noir Recordings                                                                   | 65                  | —                   | —                   | 10                  | —                   | —                   |
| 2010 | The Paris Swing Box                    | CD, Etage Noir Recordings                                                                   | —                   | —                   | —                   | —                   | —                   | —                   |
| 2010 | Le Piaf                                | CD, Etage Noir Recordings                                                                   | —                   | —                   | —                   | —                   | —                   | —                   |
| 2012 | The Princess                           | CD, Etage Noir Recordings                                                                   | 4                   | —                   | 35                  | 8                   | 86                  | 9                   |
| 2013 | The Invisible Girl (Parov Stelar Trio) | CD, Etage Noir Recordings                                                                   | 18                  | —                   | —                   | 4                   | —                   | 40                  |
| 2013 | The Art of Sampling                    | 2 CD, 2 міні-альбоми, CD, DD Etage Noir Recordings, Island Records, Universal Music Germany | 6                   | 117                 | 35                  | —                   | —                   | 27                  |
| 2015 | The Demon Diaries                      | CD, Etage Noir Recordings                                                                   | 1                   | 93                  | 8                   | 1                   | —                   | 9                   |
| 2016 | Live @ Pukkelpop                       | CD, Etage Noir Recordings                                                                   | 9                   | —                   | 89                  | —                   | —                   | 64                  |

### EP
- 2001: Shadow Kingdom EP (12" вініл, Bushido Recordings під іменем Plasma)
- 2002: Lo Tech Trash (12" вініл, Bushido Recordings під іменем Marcus Füreder)
- 2004: KissKiss (12" вініл, Etage Noir Recordings)
- 2004: Move On! (12" вініл, Etage Noir Recordings)
- 2004: Wanna Get (12" вініл, Etage Noir Recordings)
- 2004: Primavera (12" вініл, Auris Recordings)
- 2005: Music I Believe In (12" вініл, ~Temp Records під іменем Marcus Füreder)
- 2005: A Night in Torino (12" вініл, Etage Noir Recordings)
- 2005: Spygame (12" вініл, Etage Noir Recordings)
- 2006: Parov Stelar EP (12" вініл, Big Sur)
- 2006: Charleston Butterfly (12" вініл, Etage Noir Recordings)
- 2007: Jet Set EP (12" вініл, Etage Noir Special)
- 2007: Sugar (12" вініл, Etage Noir Recordings)
- 2008: The Flame of Fame (12" вініл, Etage Noir Recordings)
- 2008: Libella Swing (12" вініл, Etage Noir Recordings)
- 2009: Coco EP (12" вініл, Etage Noir Recordings)
- 2010: The Phantom EP (12" вініл, Etage Noir Recordings)
- 2010: The Paris Swingbox EP (Etage Noir Recordings)
- 2011: La Fête EP (12" вініл, Etage Noir Recordings)
- 2012: Jimmy's Gang EP (Etage Noir Recordings)
- 2014: Clap Your Hands (Etage Noir Recordings)

### Синґли
| Рік  | Синґл                               | Найвищі позиції у рейтингах | Найвищі позиції у рейтингах | Найвищі позиції у рейтингах | Найвищі позиції у рейтингах | Альбом / EP     |
| Рік  | Синґл                               | AUT                         | FR                          | GER                         | SWI                         | Альбом / EP     |
| ---- | ----------------------------------- | --------------------------- | --------------------------- | --------------------------- | --------------------------- | --------------- |
| 2010 | «The Phantom»                       | 69                          | —                           | —                           | —                           | The Phantom EP  |
| 2012 | «Jimmy's Gang»                      | 43                          | —                           | —                           | —                           | Jimmy's Gang EP |
| 2012 | «Nobody's Fool» (з Cleo Panther)    | 60                          | —                           | —                           | —                           |                 |
| 2013 | «Keep on Dancing» (з Марвіном Ґеєм) | 45                          | —                           | —                           | —                           |                 |
| 2014 | «All Night»                         | 42                          | 57                          | 35                          | 57                          |                 |
| 2014 | «Clap Your Hands»                   | 52                          | —                           | —                           | —                           | Clap Your Hands |
| 2014 | «The Sun» (з Graham Candy)          | 31                          | 110                         | —                           | —                           | The Sun EP      |
| 2015 | «Hooked on You» (з Timothy Auld)    | 126                         | —                           | —                           | —                           |                 |

Інші синґли
- 2000: «Synthetica/Stompin' Ground» (12" вініл, Bushido Recordings під іменем Marcus Füreder)
- 2001: «Guerrilla» (12" вініл, Bushido Recordings під іменем Marcus Füreder)
- 2004: «Get Up on Your Feet» (12" вініл, Sunshine Enterprises)
- 2005: «Faith» (Maxi-CD, Etage Noir Recordings)
- 2007: «Rock For/Love» (12" вініл, Etage Noir Recordings)
- 2007: «Shine» (Maxi-CD, Etage Noir Recordings)
- 2013: «The Mojo Radio Gang»

## В популярній культурі
- У 2014-му пісню «Catgroove» було використано в рекламі[19] бельгійського оператора Proximus
- Пісня «All Night» використовувалась в телерекламі Paco Rabanne парфюмів Eau My Gold.
- Португальський правий політик Паулу Порташ є великим шанувальником творчості Маркуса. Він дав такий коментар Judite de Sousa, відомому португальському журналісту: «Я думаю, вона чудова!», хоча насправді він переплутав пісню «Love» з «A Night in Torino» і думав, що Маркус — росіянин.
- Пісні «All Night» та «Millas Dream» використано як саундтрек до турецької стрічки «İncir Reçeli 2»